# روجرو پاسکوارلی
روجرو پاسکوارلی (ایتالیایی: Ruggero Pasquarelli؛ زادهٔ ۱۰ سپتامبر ۱۹۹۳) بازیگر، خواننده و مجری تلویزیون اهل ایتالیا است.
از فیلم‌ها یا مجموعه‌های تلویزیونی که وی در آن‌ها نقش داشته‌است، می‌توان به ویولتا اشاره نمود.